# 718
Cette page concerne l'année 718  du calendrier julien. Pour l'année 718 av. J.-C., voir 718 av. J.-C.
L'année 718 est une année commune qui commence un samedi.

## Événements

### Asie
- Le Köktürks Bilge Kaghan envoie une ambassade pour négocier la paix avec la Chine. L’empereur Xuanzong rejette sa demande et ordonne de l’attaquer[1].
- Les rois de Boukhara, de Samarkand et de Balkh demandent de l’aide aux Chinois (718-731) devant l’avancée des Arabes[2]. L’empereur Xuanzong les fait aider par les tribus turques soumises mais hésite à envoyer si loin un corps expéditionnaire chinois[1].
- Code Yōrō au Japon[3].
- En Chine, fondation d'un institut scientifique, l'académie Hanlin utilisée dans le choix des hauts fonctionnaires à partir de 725[4].
- Un roi de Sriwijaya (Sumatra), peut être Sri Indravarman (en), envoie une lettre au calife omeyyade ʿUmar II dans laquelle il lui demande de lui envoyer des érudits qui pourrait lui expliquer la foi islamique[5].

### Europe
- 15 août : le siège de Constantinople par les Arabes échoue[6] après un an.
  - Culte des images : pendant le siège de Constantinople, une image de la Vierge est promenée sur les murs de la ville et l’empereur Léon III frappe l'eau du Bosphore avec des reliques de la Croix pour mettre les Arabes en fuite[7].

- Pélage (Pelago ou Pelayo) est élu prince par l’aristocratie wisigothe. Réfugié dans les grottes de Covadonga, il organise la résistance contre les Arabes et fonde le royaume chrétien des Asturies après sa victoire en 722. Il règne jusqu'en 737[8].
- Charles Martel organise une expédition punitive contre les Saxons dont il ravage le territoire jusqu’à la Weser. A Cologne, Plectrude lui livre le trésor de son père et se retire dans un couvent. Après avoir évincé son neveu Théodebald, Charles prend le titre de maire du palais d’Austrasie et gouverne au nom de Clotaire IV. Il doit se préparer à lutter contre les Neustriens de Ragenfred qui s'est allié contre lui avec Eudes d'Aquitaine[9].
- Le pape Grégoire II relève l’abbaye du Mont-Cassin avec Gisulphe, comte de Bénévent[10].
- Une première mosquée destinée aux prisonniers est peut-être érigée à Constantinople. Elle est attestée en 988[11].

## Naissances en 718
- Constantin V, empereur byzantin.
- Shōtoku (称徳天皇), impératrice du Japon.